# لشکرکشی‌های گوانگ‌گه‌تو بزرگ
لشکرکشی‌های گوانگ‌گه‌تو بزرگ (به کره‌ای: 광개토대왕의 전쟁) (۴۱۰–۳۹۲ میلادی) به جنگی برای فتح و دفع تهاجم کشورهای دشمن اشاره دارد که توسط گوانگ‌گه‌تو بزرگ امپراتور گوگوریو، از سال ۳۹۲ تا ۴۱۰ میلادی به وقوع پیوست. با نزدیک شدن به قرن چهارم، اوضاع بین‌المللی پیرامون گوگوریو در شرق آسیا رو به وخامت گذاشت. با زوال سلسله چین که دشت‌های مرکزی را متحد کرده بود، قبایل شمالی که در مناطق مختلف چین ساکن شده بودند، شروع به گسترش قدرت خود کردند و سرانجام سلسله چین به دست قبایل شمالی سقوط کرد و لوئویانگ (۳۱۱) و چانگ‌آن (۳۱۶) سقوط کردند و امپراتور دستگیر و کشته شد. در سال ۳۱۷، سیما رویی، یکی از اعضای خانواده امپراتوری جین، سلسله جین شرقی را در جیان‌کانگ (نانجینگ امروزی) دوباره تأسیس کرد، اما منطقه شمال چین وارد دوره‌ای از هرج و مرج بزرگ شد که با نام پنج هون و شانزده ایالت شناخته می‌شود و در این دوره سلسله‌های متعددی که توسط پنج گروه قومی شمالی تأسیس شده بودند، ظهور و سقوط کردند.
در این زمان، گوگوریو فرمانداری للانگ و فرمانداری دایفانگ را اشغال کرد (۳۱۳–۳۱۴) و به عنوان یکی از قدرت‌های شمال شرقی آسیا در حال ظهور بود. امپراتور گوگوریو «تاوانگ» به معنای پادشاه پادشاهان نامیده می‌شد و در حوزه نفوذ گوگوریو، نه تنها قدرت‌های اطراف مانند مالگال، اوکجه و دونگ یه جذب شدند، بلکه مردم ناکرانگ و ته بانگ نیز به آن پیوستند. با این حال، در نیمه اول قرن چهارم، در بحبوحه قیام مردمان شمالی، مورونگ شیانبی، شاخه‌ای از مردم شیانبی، یک پایگاه نظامی در منطقه لیائوشی تأسیس کرد و گوگوریو را تهدید کرد. به دلیل جنگ، گوگوریو رو به زوال رفت و در جنوب، بکجه با به سلطنت رسیدن پادشاه گئونچوگو به اوج خود رسید. تا زمان سلطنت پادشاه گوگوک وون، پدربزرگ امپراتور گوانگتو بزرگ، کشور نتوانست بر این بحران ملی غلبه کند و به تدریج وارد دوره‌ای از ثبات شود.
در سال ۳۹۱، پادشاه گوانگ‌گه‌تو سرانجام به تخت سلطنت نشست و گوگوریو به اوج خود رسید. او با به راه انداختن جنگ علیه بکجه، بکجه را تحت نفوذ خود درآورد و شیلا را از حمله متحدان گایا، بکجه، وا نجات داد، علاوه بر این، قلمرو خود را به سمت شمال گسترش داد و مردمان شمالی مانند یان جدید، سوکسین و خیتان را به خراجگزاران گوگوریو تبدیل کرد یا آنها را مطیع قلمرو گوگوریو نمود. پادشاه گوانگ‌گه بزرگ به تدریج گوگوریو را به قدرتمندترین کشور شرق آسیا تبدیل کرد.

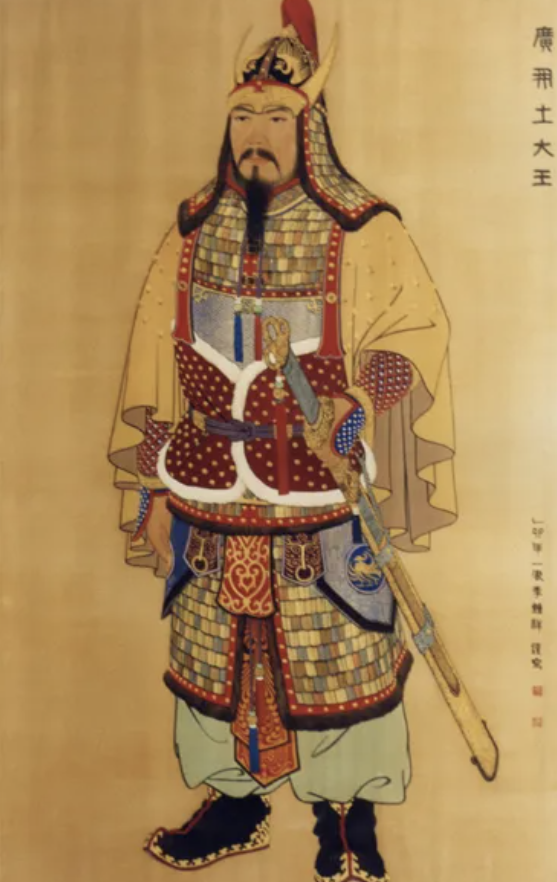
نگاره‌ای از امپراتور گوانگ‌گه‌تو بزرگ

## پیش‌زمینه
در نوامبر سال ۳۸۴ میلادی، هنگامی که پادشاه سوسوریم، عموی پادشاه گوانگ‌گه‌تو بزرگ، بدون برجای گذاشتن وارثی درگذشت، برادر کوچکتر پادشاه و پدر گوانگ‌گه‌تو بزرگ پادشاه گگوک‌یانگ، به تخت سلطنت نشست. بر این اساس، گوانگ‌گه‌تو دو سال بعد، در سن ۱۲ سالگی و در سومین سال سلطنت پادشاه گگوک‌یانگ، ولیعهد شد. و شش سال بعد، در ماه مه سال ۳۹۱ میلادی، هنگامی که پادشاه گگوک‌یانگ درگذشت، گوانگ‌گه‌تو جانشین پدرش شد و در سن ۱۸ سالگی پادشاه جدید گوگوریو شد.

## رویداد تاریخی
یونگ‌ناک ۱ تا ۶ سال: بکجه جنوبی، لشکرکشی شمالی، خیتان
در ماه ژوئیه، یک سال پس از به تخت نشستن پادشاه گوانگ‌گه‌تو، او با رهبری ۴۰۰۰۰ سرباز به سمت جنوب لشکرکشی کرد تا بکجه را فتح کند. در نتیجه، حدود ۱۰ قلعه از جمله سوک هیون سونگ و بسیاری از روستاهای شمال رودخانه هان به دست گوگوریو افتاد.
در ماه سپتامبر، او خیتان‌ها را در شمال فتح کرد، ۵۰۰ اسیر جنگی گرفت و ۱۰٬۰۰۰ اسیر را از کشور خود بازگرداند. در گزارش جبهه‌های نبرد روی سنگ یادبود گوانگ‌گه‌تو، نوشته شده است که گوانگ‌گه‌تو بزرگ «شخصاً ارتش را رهبری کرد و برای سرکوب لشکر کشید» و اتباع گوگوریو که در این زمان بازگردانده شدند، به عنوان افرادی مرتبط با حادثه سال ۳۷۸ میلادی، ۱۴ سال قبل، تفسیر می‌شوند، زمانی که خیتان‌ها هشت روستا در شمال گوگوریو را غارت کردند. با این حال، با قضاوت از این واقعیت که تعداد اسیران گرفته شده در این زمان به ۱۰۰۰۰ نفر رسیده بود، به نظر می‌رسد که غارت خیتان‌ها حتی پس از آن نیز ادامه یافته است. برخی گمان می‌کنند که فتح خیتان‌ها در سال اول سلطنت او همان واقعه فتح بیریو در سال ۳۹۵ بوده است که در نئونگبی ثبت شده است.
در ماه اکتبر، پادشاه گوانگ‌گه‌تو بزرگ دوباره به سمت جنوب پیشروی کرد و به قلعه گوانمی، دژ استراتژیک بکجه، حمله کرده و آن را تصرف کرد. در نتیجه، بکجه ضربه بزرگی را متحمل شد. در سال ۳۹۲، پادشاه جینسا به‌طور ناگهانی در کاخ موقت درگذشت. بسیاری از مورخان حدس می‌زنند که این یک قتل بوده است. پس از مرگ پادشاه جینسا، پادشاه آسین به تخت سلطنت نشست و پادشاه آسین بر حفظ روابط دوستانه با ژاپن تأکید داشت.
در ماه ژوئیه سومین سال سلطنت پادشاه یونگ‌ناک، زمانی که پادشاه آسین شخصاً ارتش را رهبری و حمله کرد، پادشاه ته شخصاً ۵۰۰۰ سواره نظام زبده را رهبری کرد و در پای قلعه سوگوک سونگ با آنها جنگید و آنها را دفع کرد. سال بعد، در ماه اوت چهارمین سال سلطنت پادشاه گوانگ‌گه‌تو، هنگامی که جینمو، ژنرال چپ بکجه، دوباره حمله کرد، پادشاه ته‌وانگ شخصاً ۷۰۰۰ سرباز را رهبری کرد، در پائسو اردو زد و ژنرال بکجه را شکست داد. در سالنامه‌های بکجه ثبت شده است که تلفات بکجه ۸۰۰۰ نفر بوده است. در نوامبر همان سال، پادشاه آسین شخصاً ۷۰۰۰ سرباز را برای انتقام شکست خردکننده در پائسو از رودخانه هان عبور داد و به دامنه چونگ موکریونگ رسید، اما هنگامی که بارش برف سنگینی رخ داد و سربازانش شروع به مردن کردند، او نتوانست بیشتر پیشروی کند و به هانسان سونگ بازگشت.
در پنجمین سال سلطنت پادشاه یونگ‌راک، پادشاه گوانگ‌گه‌تو، جنگجویان سواره نظام گه‌موسا خود را برای مبارزه‌ای جدی جهت مطیع کردن خیتان‌ها و بیریو فرستاد. در این زمان، به نظر نمی‌رسد که خیتان‌ها به یک گروه واحد تبدیل شده باشند. گوانگ‌گه‌تو بزرگ شخصاً ارتش را برای مجازات بیریو که مردم را پس نفرستاده بود، رهبری کرد و با عبور از بوسان (富山) و بوسان (負山) به یومسو (鹽水) رسید، جایی که سه قلعه از بیریو را شکست داد. گفته می‌شود که گوانگ‌گه‌تو بزرگ، ۶۰۰ تا ۷۰۰ سرباز و گله‌های بی‌شماری اسب و گوسفند از بیریو غنیمت گرفت. گفته می‌شود که در راه بازگشت، او از لیائودونگ عبور کرد، از مرز بازدید کرد و از شکار لذت برد. همچنین یک داستان خنده‌دار وجود دارد که سربازان گوگوریو از ترس تسلیم شدند، زیرا فکر می‌کردند که با اتصال قطعات آهن و زنگوله به زره‌هایشان برای ایجاد صدای بلند، ارتش بزرگی را رهبری می‌کنند.
در ششمین سال سلطنت یونگ‌راک، پادشاه گوانگ‌گه‌تو بزرگ که خیتان‌ها، بیریو و پائریو را شکست داده بود، حمله به بکجه را با جدیت آغاز کرد. گوانگ‌گه‌تو بزرگ به سمت پایتخت بکجه پیشروی کرد و از هر دو مسیر زمینی و آبی بکجه را مورد حمله قرار داد و باعث سقوط ده‌ها قلعه از جمله قلعه آدان، قلعه میچو، قلعه دائسان هانسئونگ و قلعه گومرو از بکجه شد. با این حال، هنگامی که پادشاه آسین از پذیرش شکست خودداری کرد و ارتش خود را برای پاسخ به بیرون از قلعه فرستاد، پادشاه گوانگ‌گه‌تو خشمگین شد و برای تحت فشار قرار دادن هانسئونگ از رودخانه آری عبور کرد. سرانجام، هنگامی که ارتش دفع شد و هانسئونگ محاصره شد، پادشاه آسین که وضعیتش دشوار شده بود، تسلیم پادشاه گوانگ‌گه‌تو شد و ۱۰۰۰ مرد و زن و ۱۰۰۰ اسب را پیشنهاد داد و سوگند خورد: «از این پس، من خدمتگزاران ابدی اعلیحضرت پادشاه بزرگ خواهم بود.» پادشاه گوانگ‌گه‌تو با افتخار به پایتخت، قلعه گونگنه، به همراه برادر کوچکتر پادشاه بکجه و ده وزیر بازگشت.
سال ششم تا نهم یئونگراک: مطیع سازی بکجه، خیتان، بریو، پائریئو، سوکسین
پس از مجبور کردن بکجه به تسلیم ، پادشاه گوانگ‌گه‌تو دوباره ارتش خود را به سمت شمال هدایت کرد و در ششمین سال سلطنت پادشاه یونگ‌راک، شهر لیائویانگ از سلسله یان جدید را تصرف کرد و لیائودونگ را کاملاً به بخشی از قلمرو گوگوریو تبدیل کرد.
در هشتمین سال سلطنت پادشاه یونگ‌راک، پادشاه گوانگ‌گه‌تو واحدی از سربازان را برای گشت زنی در قبیله سوشن به مرز شمال شرقی گوگوریو اعزام کرد. در این زمان، سربازان گوگوریو، حدود ۳۰۰ مرد و زن را از پادگان‌هایشان، دره گاتارا، از قبیله سوشن اسیر کردند. از آن به بعد، قبیله سوشن قول داد که به گوگوریو خراج بپردازد، قبیله سوشن امور داخلی را گزارش می‌داد و از گوگوریو دستور می‌گرفت و بدین ترتیب تابع گوگوریو شد.
نهمین تا هفدهمین سال سلطنت یئونگ‌ناک: جنگ با یان جدید، نجات شیلا از حمله ائتلاف باکجه، وا و گایا توسط گوانگ‌گه‌تو

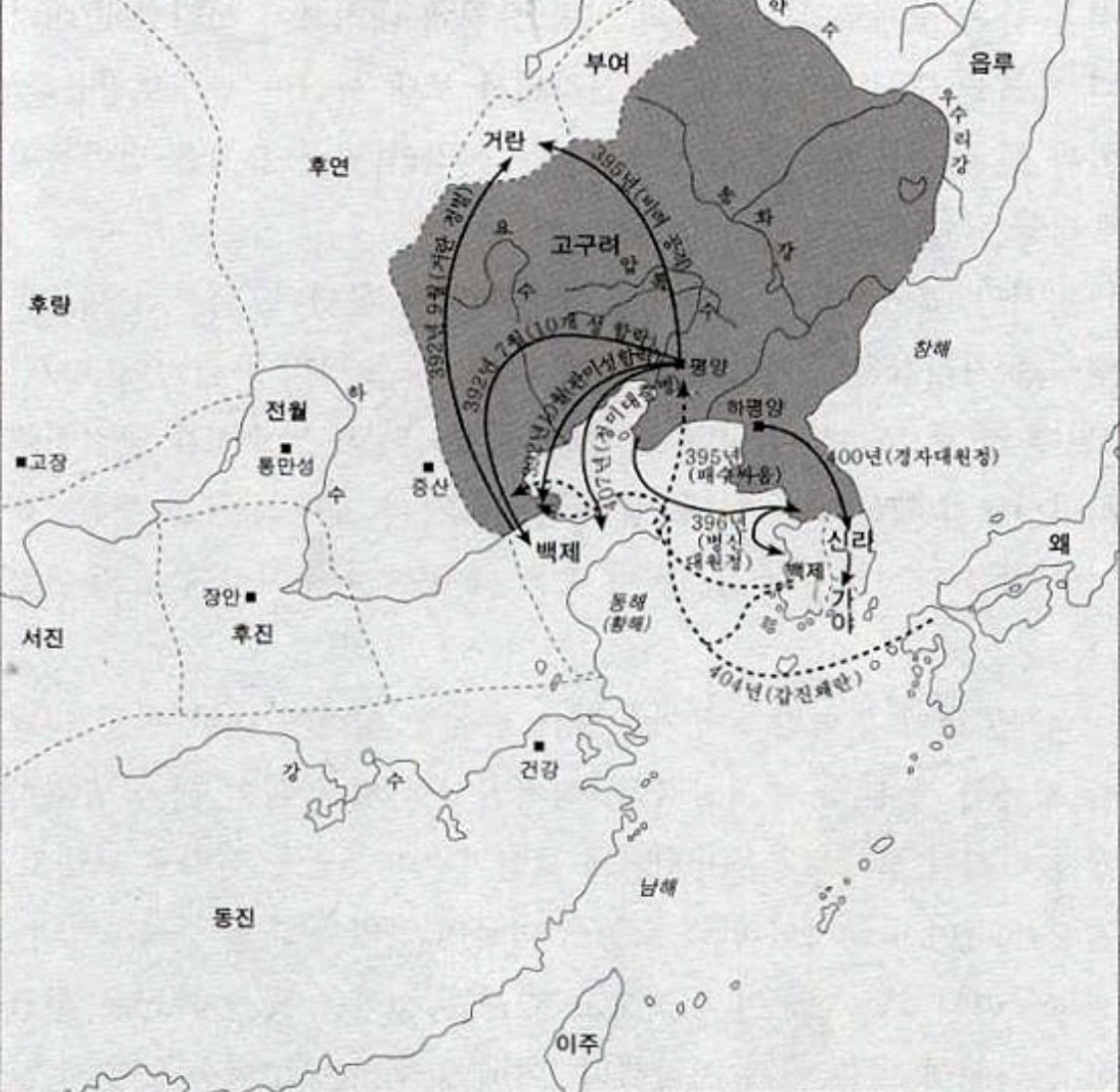
قلمرو گوانگ‌گه‌تو بزرگ

در نهمین سال سلطنت پادشاه یونگ‌ناک، پادشاه آسین از باکجه به همراه گایا و وا به شیلا که با گوگوریو روابط دوستانه‌ای داشت، حمله کرد. شیلا از گوگوریو درخواست کمک کرد و پادشاه گوانگ‌گه‌تو بزرگ ارتش بزرگی متشکل از ۵۰٬۰۰۰ پیاده‌نظام و سواره نظام را سازماندهی کرد و آنها را به شیلا فرستاد. ارتش گوگوریو نیروهای متحد باکجه، گایا و وا را از نامگوسونگ بیرون راند و به قلعه شیلا رسید. هنگامی که نیروهای متحد باکجه، گایا و وا، متحمل خسارات شدیدی شدند و عقب‌نشینی کردند، گوانگ‌گه‌تو بزرگ آنها را تعقیب کرد و متحدین بکجه، گایا و وا را شکست داد و آنها را بار دیگر مطیع گوگوریو و خود ساخت.
در حالی که گوگوریو به شیلا در نبرد علیه نیروهای متحد بکجه، گایا و وا کمک می‌کرد، یانِ بعدی با استفاده از این بهانه مسخره که فرستادگان گوگوریو بی‌ادب هستند، بهانه‌ای برای جنگ ایجاد کرد، به منطقه شمالی گوگوریو حمله کرد و قلعه‌های نامسو و شینسونگ را اشغال کرد، اما گوانگ‌گه‌تو ضد حمله زد و آنان را شکست سختی داد.
در چهاردهمین سال سلطنت پادشاه یونگ‌ناک، بکجه، گایا و وا دوباره به مرز ته بانگ حمله کردند، اما بار دیگر توسط پادشاه گوانگ‌گه‌تو، شکست سختی را متحمل شدند.
گوانگ‌گه‌تو بزرگ پس از شکست دادن نیروهای متحد بکجه، گایا و وا، سلسله یان جدید را فتح کرد. تقریباً در همان زمان، او به فرماندهی هویان حمله کرد و آن را تصرف کرد. فرماندهی یان متأخر در نزدیکی پکن امروزی قرار داشت و طبق این گزارش، ادعا می‌شود که منطقه پکن را فتح کرده است. در پانزدهمین سال سلطنت پادشاه یئونگ‌ناک (۴۰۵ میلادی)، هنگامی که سلسله یان جدید دوباره حمله کرد، پادشاه گوانگ‌گه‌تو آنها را در قلعه لیائودونگ در سال ۴۰۵ و در قلعه موکجو در سال ۴۰۶ میلادی شکست داد و لیائودونگ را اشغال کرد. در هفدهمین سال سلطنت پادشاه یونگ‌ناک، پادشاه گوانگ‌گه‌تو بزرگ ارتشی متشکل از ۵۰٬۰۰۰ نفر را برای حمله مجدد به سلسله یان جدید بسیج کرد و ارتش یان جدید را شکست داد و غنایم عظیمی را به غنیمت گرفت. در راه بازگشت، او شش شهر را در یانِ پسین تصرف کرد. یئونگ راک ۱۷ تا ۲۲ سالگی: سال‌های پایانی

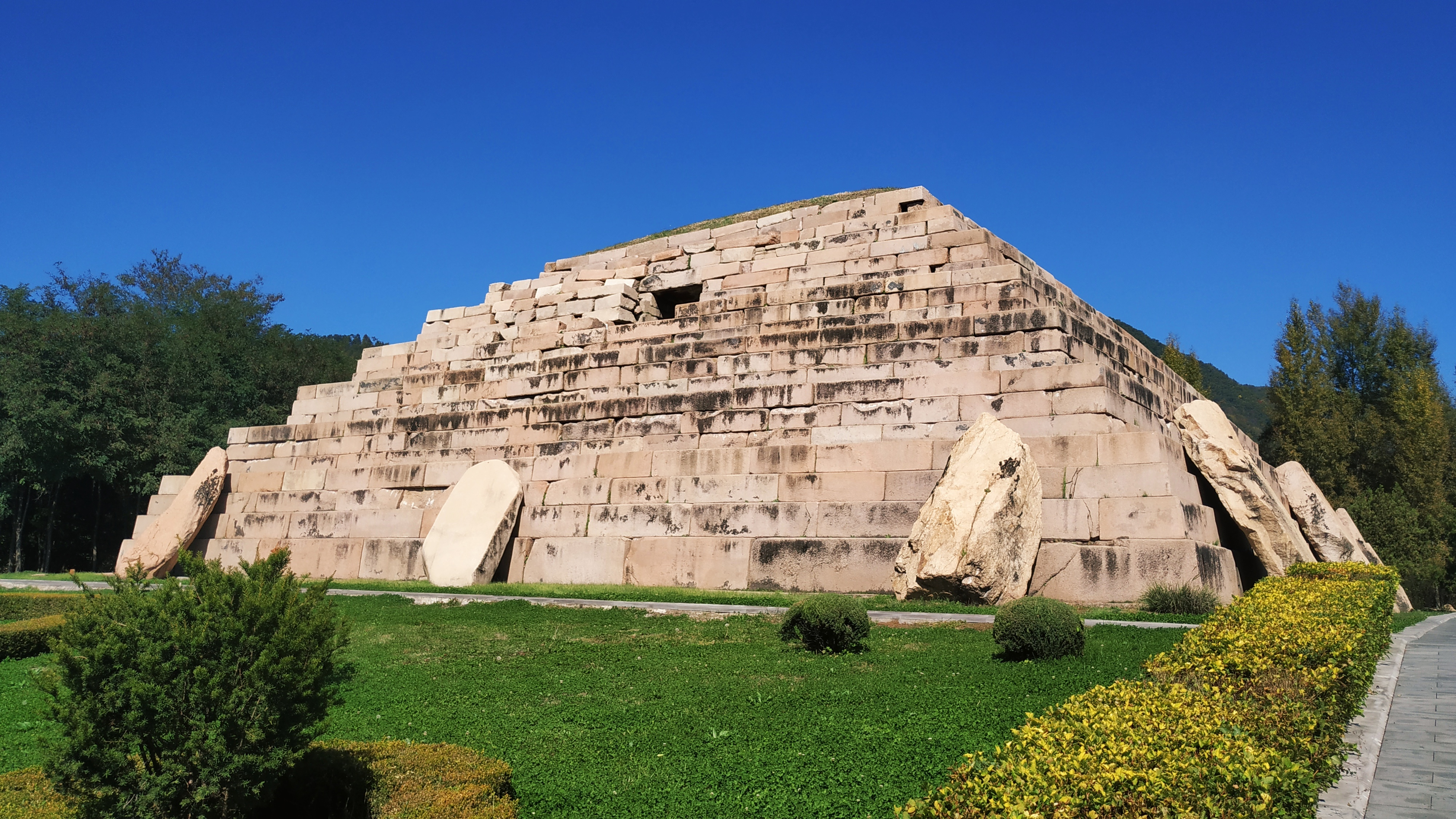
آرامگاه ژنرال

در سال ۴۱۰، هنگامی که بویو (دونگ بویو)، واقع در شمال شرقی گوگوریو، نشانه‌هایی از تلاش برای فرار از حوزه نفوذ گوگوریو نشان داد، گوانگ‌گه‌تو مستقیماً بویو را مطیع خود کرد. زمانی که ارتش گوگوریو به پایتخت دانگ بویو رسید، دانگ بویو تسلیم شد. در این زمان، پنج لشکر حامی دانگ بویو تسلیم گوگوریو شدند و ۶۴ قلعه و ۱۴۰۰ روستا، توسط گوگوریو غارت شدند. سلسله یان پسین که گوگوریو قبلاً با آن سر و کار داشت، در غرب قرار داشت، در حالی که بویو شرقی در شمال شرقی، دقیقاً برعکس آن، قرار داشت. گوانگ‌گه‌تو بزرگ جنگ‌های فتح‌آمیز را در چهار جهت شرق، غرب، جنوب و شمال به راه انداخت. در نهایت، این نبرد با پیروزی گوگوریو به پایان رسید.
در بیست و دومین سال سلطنت پادشاه یونگ‌ناک، پادشاه گوانگ‌گه‌تو درگذشت. در ۲۹ سپتامبر سال ۴۱۴ (تقویم قمری)، پسرش، پادشاه جانگسو، ستون یادبود گوانگ‌گه‌تو را برپا کرد و او را در آرامگاهی کوهستانی در منطقه گوکگانگ‌سانگ به خاک سپرد.